# 小行星1227
小行星1227（1227 Geranium）是一颗绕太阳运转的小行星，为主小行星带小行星。该小行星于1931年10月5日发现。
該小行星以老鸛草命名。

## 轨道参数
小行星1227的轨道半长轴为3.2236352 UA，离心率为0.189。